# كيك قدرة قادر
كيك قدرة قادر هو حلى من المطبخ الفلسطيني، ويتكون من كريم كراميل وكيكة إسفنجية تتألف من طبقتين.

## طريقة التحضير
الطبقة الأولى تحضّر من البيض، الحليب، السكر والفانيليا، أما الطبقة الثانية فتحضّر من البيض، الطحين، الحليب، السكر، الزيت، البايكنغ صودا والبايكنغ باودر.
تحضّر كمية سكر إضافية للكراميل. وتحتوي كل قطعة من هذا الكيك على 537 سعرة حرارية و22غ من الدهون معظمها دهون غير مشبعة.